# Tinodes natichastra
Tinodes natichastra är en nattsländeart som beskrevs av Schmid 1972. Tinodes natichastra ingår i släktet Tinodes och familjen tunnelnattsländor. Inga underarter finns listade i Catalogue of Life.